# Тшебч
Тшебч (пол. Trzebcz, нім. Rodetal) — село в Польщі, у гміні Польковиці Польковицького повіту Нижньосілезького воєводства.
Населення — 190 осіб (2011).
У 1975-1998 роках село належало до Легницького воєводства.

## Демографія
Демографічна структура станом на 31 березня 2011 року:
|          | Загалом | Допрацездатний вік | Працездатний вік | Постпрацездатний вік |
| -------- | ------- | ------------------ | ---------------- | -------------------- |
| Чоловіки | 88      | 20                 | 59               | 9                    |
| Жінки    | 102     | 24                 | 58               | 20                   |
| Разом    | 190     | 44                 | 117              | 29                   |